# Lokalregering (Australien)
Lokalregeringer (en: local government) er den mindste politiske og organisatoriske enhed i Australien. De administreres under stater og territorier, som igen er underlagt Australiens forbundsregering. I modsætning til i New Zealand, USA, Canada og Storbritannien er der kun ét niveau af lokalregeringer i alle staterne uden skelnen mellem landområder og byer. Lokalregeringsrådet kaldes som regel for council og området, det dækker, for lokalregeringsområde (en: local government area). Der er 565 lokalregeringer i Australien, som har 188.900 ansatte.
Selv om der kun er ét niveau af lokalregeringer i Australien, er der store, tyndt befolkede områder, som ikke indgår i et lokalregeringsområde. Lokalregeringens rolle i disse områder udfyldes af et særligt organ, som er oprettet uden for den almindelige lovgivning (som f.eks. i Victorias alpine feriesteder) eller direkte af statsregeringen. Australian Capital Territory er ikke opdelt i lokalregeringsområder.
Lokalregeringsområderne i Australien varierer i størrelse fra 1,5 km2 for Shire of Peppermint Grove i Perth til 380.000 km2 for Shire of East Pilbara i Pilbara regionen i Western Australia.

## Lovgrundlag
Lokalregeringer er ikke nævnt i den oprindelige australske forfatning, men nævnes flere gange i Annotated Constitution of Australia fra 1901, hvor kommunale institutioner og lokalregeringer nævnes i note 447. Hver stats forfatning anerkender også lokalregeringerne. Et forslag om at nævne lokalregeringerne i Australiens forfatning var til folkeafstemning i 1988. Forslaget blev nedstemt, da mange frygtede, at det ville undergrave staternes magt. Et lignende forslag var planlagt til afstemning i 2013, men blev ikke gennemført på grund af et regeringsskifte.
Forbundsregeringen finansierer jævnligt lokalregeringsråd direkte for at støtte projekter styret af lokalregeringerne.

## Beføjelser og funktioner
Lokalregeringerne i Australien er fuldstændigt underlagt staterne, som har hovedansvaret for finansieringen og eneansvaret for opsynet med lokalregeringsrådene. Lokalregeringernes ansvarsområde kan derfor variere fra stat til stat, men de har alligevel stort set samme rolle i alle stater. Alle lokalregeringer har et valgt råd (council) og almindeligvis en borgmester eller ''shire president'', som er formand for rådets møder. I nogle lokalregeringsområder er borgmesteren direkte valgt, men de fleste steder er borgmesteren valgt af de andre medlemmer af lokalregeringsrådet. Borgmesterens indflydelse varierer også. I Queensland har en borgmester udstrakte beføjelser, hvorimod en borgmester i New South Wales primært er en repræsentant for lokalregeringsrådet.
De største lokalregeringer som City of Brisbane og City of Gold Coast har langt flere ressourcer end de andre på grund af deres større befolkningsgrundlag.
I modsætning til i mange andre landre hører områder som politi, brandvæsen og skoler ikke under lokalregeringen men under staten eller territoriet. Lokalregeringernes vigtigste ansvarsområde var i den første halvdel af det 20. århundrede at sørge for den fysiske infrastruktur som veje, broer og kloakering. Fra 1970'erne kom der fokus på biblioteker, parker, vedligehold af lokalveje, byplanlægning og renovation. Børnehaver, turisme og byfornyelse begyndte også at blive en del af lokalregeringernes ansvarsområde. Aktiviteterne finansieres af lokale skatter kaldet "rates" og bevillinger fra staten og forbundsregeringen. Lokalregeringerne opkræver selv mere end 80% af deres økonomiske midler.
I de senere år er lokalregeringernes rolle udvidet yderligere efterhånden som staterne og forbundsregeringen har overdraget flere opgaver til dem. Det gælder eksempelvis lokal sundhedspleje, regionale lufthavne og forureningskontrol, såvel som sikkerhed og offentlig transport. Ændringerne er blevet beskrevet som et skifte fra 'service til ejendomme' til 'service til mennesker'. De lokale forventninger til lokalregeringerne er også steget i det 21. århundrede som resultat af et bredere engagement i beslutningsprocesserne og mere åbne ledelsesformer.
Doktrinerne i new public management har fået statsregeringerne til at give lokalregeringerne større frihed. I Queensland og Western Australia har lokalregeringerne fået lov til at lave deres egne sekundære lovgivning i modsætning til tidligere kun vedtægter. Lokalregeringsrådene i Australien har også organiseret deres egne repræsentative strukturer som Regional Organisations of Councils.

## Historie
Den første officielle lokalregering i Australien var Adelaide Corporation, som blev dannet i provinsen South Australia i oktober 1840. City of Melbourne fulgte efter i 1842. De første forsøg fejlede dog og det var først i 1860'erne og 1870'erne, at de forskellige kolonier etablerede stabile lokalregeringer i større omfang. Formålet var primært at skaffe midler til at bygge veje i landdistrikterne eller i udkanten af byerne.
I 1970'erne udvidede Whitlams regering finansieringen til lokalregeringerne til andet end vejbyggeri. 
I 1980'erne og 1990'erne så man betydelige reformer i administrationen af lokalregeringerne. Alle staterne undersøgte i 1990'erne, om der var fordele ved sammenlægning af lokalregeringsområder. I Victoria blev antallet af lokalregeringer reduceret fra 210 til 78. South Australia, Tasmanien og Queensland reducerede også antallet af lokalregeringer, mens Western Australia og New South Wales afviste tvungne sammenlægninger. New South Wales gennemtvang dog senere nogle sammenlægninger. Hovedformålet med sammenlægningerne var at få en mere effektiv drift, men de tvungne sammenlægninger blev af nogle set som en svækkelse af det repræsentative demokrati.
Sammenlægningerne har givet et større udbud af ydelser i lokalregeringerne, men kun en mindre omkostningsbesparelse på under 10%. Sammenlægningerne har resulteret i færre ansatte og større arbejdsbyrder for de tilbageblevne.

## Navngivning af lokalregeringer
Selvom alle lokalregeringer har stort set samme funktion, så bruges der af historiske grunde mange navne til at betegne dem. Betegnelser som "borough", "city", "district", "municipality", "region", "shire", "town", "community government", "Aboriginal shire" og "Island" benyttes.
Almindeligvis kaldes et lokalregeringsområde i en by eller en forstad for city, som i City of Parramatta eller City of Bunbury, og styres af et City Council. Et lokalregeringsområde, som dækker et større landligt område, kaldes et shire, som i Shire of Mornington Peninsula eller Lachlan Shire, og styres af et Shire Council.
Nogle gange bruges andre betegnelser end "City" eller "Shire". "Municipality" bruges flere steder. Det er almindeligt i New South Wales, hvor det typisk bruges om ældre byområder, mens det i Tasmanien flere steder benyttes i stedet for "Shire". Endeligt bruges det for flere byer i landdistrikterne i South Australia. Nogle landlige områder i South Australia betegnes "District Councils", mens større byer på landet og mindre metropolcentre i Queensland og Western Australia bruger betegnelsen "Town". New South Wales og Queensland har introduceret en ny betegnelse, "Region", for lokalregeringsområder fremkommet efter sammenlægning af shires og cities. Historisk var betegnelsen "Borough" almindelig for mindre byer i Victoria, men i dag er kun Borough of Queenscliffe tilbage. I New South Wales, hvor der ikke er krav om en særlig betegnelse, kaldes nogle lokalregeringsområder ganske enkelt for "Councils", som f.eks. Port Macquarie-Hastings Council og Pittwater Council.
De største byer i Australien er opdelt i flere lokalregeringsområder. Den lokalregering, der bærer byens navn, dækker kun det centrale forretningsdistrikt og de inderste forstæder. Undtagelsen er City of Brisbane, som dækker en stor del af metropolområdet. Når byernes befolkning og økonomi opgøres til statistiske formål benyttes særlige statistiske opdelinger og ikke lokalregeringsområder.
| Type                         | NSW | Vic | Qld | WA  | SA | Tas | NT | Total |
| ---------------------------- | --- | --- | --- | --- | -- | --- | -- | ----- |
| Borough                      |     | 1   |     |     |    |     |    | 1     |
| City                         | 40  | 33  | 7   | 22  | 21 | 6   | 2  | 129   |
| Council                      | 32  |     |     |     |    | 23  |    | 51    |
| District council             |     |     |     |     | 35 |     |    | 35    |
| Municipality                 | 4   |     |     |     |    |     |    | 9     |
| Regional council             | 3   |     | 29  | 11  | 4  |     |    | 36    |
| Rural city                   |     | 6   |     |     | 1  |     |    | 7     |
| Shire                        | 71  | 39  | 24  | 107 |    |     | 10 | 255   |
| Town                         |     |     | 1   | 12  | 2  |     | 2  | 17    |
| Community government council |     |     |     |     |    |     | 2  | 2     |
| Aboriginal shire             |     |     | 12  |     |    |     |    | 12    |
| Island council               |     |     | 1   |     |    |     |    | 1     |
| Unincorporated               | 2   | 10  |     |     | 1  |     | 5  | 18    |
| Total                        | 152 | 79  | 74  | 142 | 64 | 29  | 21 | 561   |